# Poseka (smučišče)
Smučišče Poseka je smučišče v Guncljah na pobočju Šentviškega hriba v severozahodnem delu Ljubljane. Zaradi severne lege je sneg dobro obstojen. Smučišče ima travnato podlago, tako je smučanje mogoče že, če zapade malo več kot 10 cm mokrega snega. V bližini smučišča je pet skakalnic.

## Zgodovina smučišča
Že pred letom 1940 so organizirali tekmovanja v smučarskih skokih in smučarskem teku, prva tekmovanja v alpskem smučanju pa takoj po vojni.
Smučišče Poseka je nastalo med drugo svetovno vojno, ko na italijansko-nemški meji okupiranega ozemlja na sredini hriba podrli več dreves. Smučanje se je tam tako začelo že med drugo svetovno vojno. Kmalu po drugi svetovni vojni so lastniki parcel podrli še več dreves in je nastala večja poseka.  Takrat je bilo največ smučarjev in tudi skakalcev združenih v društvu TVD Partizan Šentvid. Po letu 1950 so na smučišču trenirali tudi člani državne reprezentance Jugoslavije. Z dodatnim širjenjem smučišča so leta 1950 trenirali takratni člani državne reprezentance. Po letu 1960 je smučarski del društva prestopil v društvo Enotnost. V tem času je bil organiziran tudi prvi nočni slalom, kjer je zmagal Peter Lakota iz Jesenic.
Leta 1970 so na smučišče dodatno razširili in postavili tudi vlečnico, ki jo je upravljalo društvo Olimpija, kot naslednica Enotnosti. Smučišče je bilo tudi osvetljeno, vendar so ga po nekaj letih zaradi visokih stroškov prenehali osvetljevati. Zaradi zelenih zim so hoteli vlečnico prestaviti na Jezersko, vendar jo zaradi nasprotovanja občanov niso. Leta 1988/89 so posekali približno 35 m3 lesa in premaknili 10.000 m3 zemljišča, ter tako smučišče razširilo navzgor in navzdol.
Na poseki so trenirali: Milan Janc, Stane Rotar, Magušar, Križaj, Igor Zajc, Aleš Guček, Kavčič in dekleta: Dornik, Mavec, Jerman, Tome, Podgoršek.
V zadnjih letih smučišče vzdržuje ekipa Vilija Juvančiča in sodelavcev. Od sezone 2009/2010 na smučišču obratuje tudi teptalnik. Tako je bilo 21. februarja 2012, kljub temu, da je zapadlo manj kot 10 cm snega, organizirano nočno smučanje.

## Podatki o smučišču
| Dolžina smučišča        | 600 m                            |
| Največji naklon         | 22º                              |
| Višinska razlika        | 155 m                            |
| Širina                  | 40 m                             |
| Nadmorska višina spodaj | 319 m                            |
| Nadmorska višina zgoraj | 470 m                            |
| Število vlečnic         | 1 do 3 (ena stalna, dve začasni) |
| Dolžina vlečnic         | 600 m                            |